# Амман, Дэниел
Даниэль Амманн (род. 1963 год) — швейцарский журналист и автор.

## Ранние годы
Получил образование в университете Цюриха, университете в Беркли и Cité Internationale Universitaire de Paris в Париже. Имеет степени магистра в области политологии, истории и конституционного права.

## Достижения
Получил известность как автор биографии Марка Рича — скандально-известного биржевого трейдера и основателя компании Glencore, получившего дискуссионное помилование от президента США Билла Клинтона. Книга The King of Oil: The Secret Lives of Marc Rich стала международным бестселлером и была опубликована на семи языках.
В 2010 году Амманн был назван швейцарским бизнес-журналистом года. В 2007 году получил премию Holtzbrinck Publishing Group в области деловой журналистики. В 2006 году был награжден швейцарской премией в области финансовой журналистики.

## Книги
- The King of Oil: The Secret Lives of Marc Rich, St. Martin’s Press 2009, ISBN 978-0-312-57074-3

На русском
- Дэниел Амманн. Нефтяной король. Секретная жизнь Марка Рича = Daniel Ammann. The King of Oil: The Secret Lives of Marc Rich.. — М.: Альпина Нон-фикшн, 2018. — 236 p. — ISBN 978-5-9614-6391-0.